# Istruzioni elementari
Istruzioni elementari è un trattato dell'architetto tardobarocco Bernardo Antonio Vittone (1704 – 1770), pubblicato nel 1760.

## Contenuti

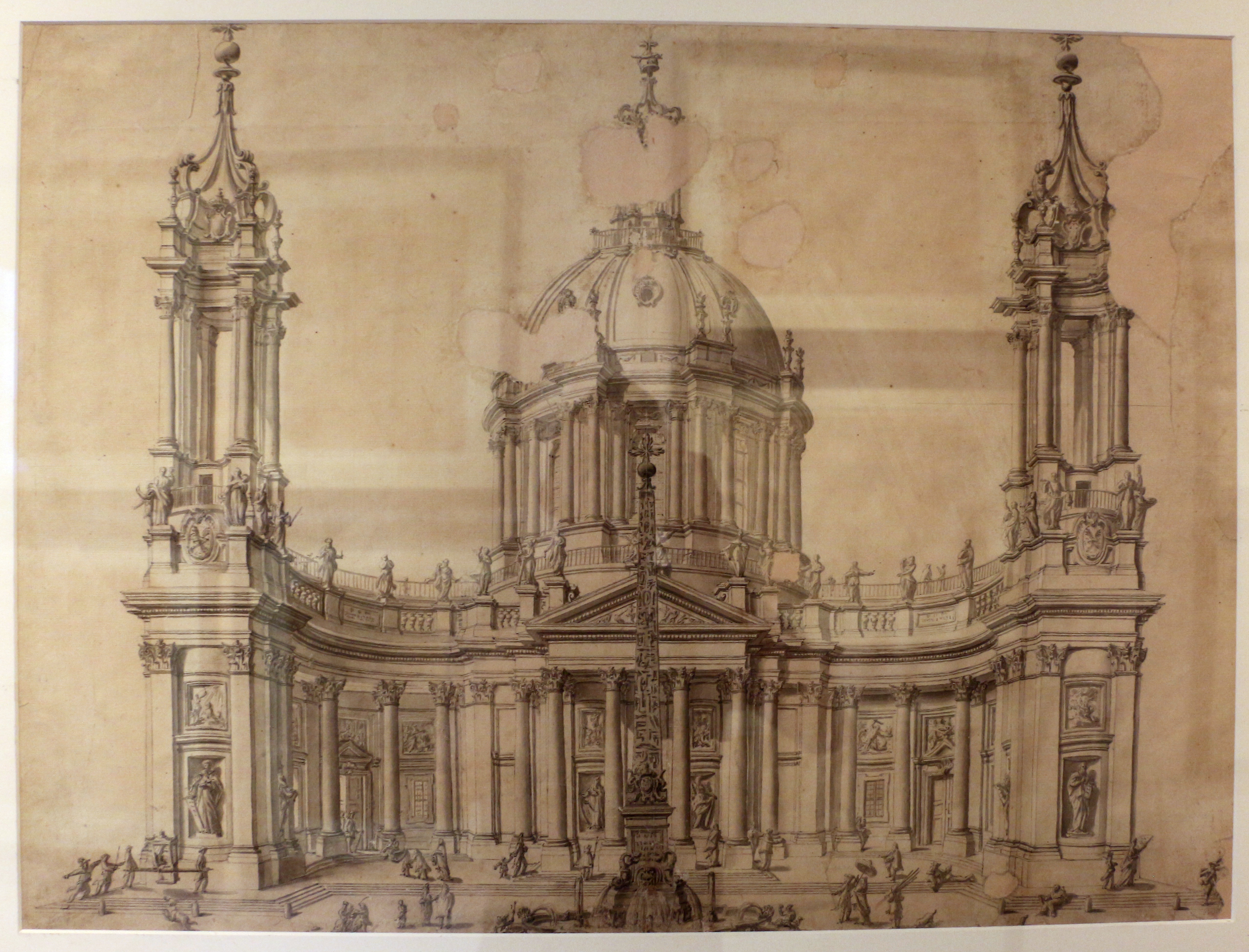
Prospetto del "Tempio di Mosè", 1733, dono per l'ammissione all'Accademia di San Luca, di Bernardo Antonio Vittone

Il trattato è diviso in due volumi: il primo è suddiviso ulteriormente in tre Libri, mentre il secondo è costituito unicamente da tavole illustrative, ognuna delle quali fa riferimento a singoli capi del trattato stesso. Gli argomenti sviluppati nel testo sono molteplici e fanno riferimento alle varie conquiste nella tecnica e nell'ingegneria ottenute nel corso del XVIII secolo:
- Libro primo: superate le sei pagine di Prefazione, l'autore ci introduce ai principi fondanti della geometria piana e solida, attraverso un'ampia dissertazione che include elementi di algebra e di analisi matematica quali equazioni e radicali.
- Libro secondo: discute quali siano le origini dell'Architettura e degli elementi che la compongono e quali siano le nozioni e gli strumenti necessari alla produzione del disegno architettonico; introduce il concetto di leggiadria, di Ordine, di modulo e dimostra quali siano le origini e della grande varietà di colonne e di stili. In seguito, descrive – prima in termini generali, e poi dettagliatamente – ogni singola componente dei cinque ordini d'architettura, partendo dal Toscano fino al Composito, l'entasi, le colonne ritorte, gli ordini frammischiati e come disporre le colonne ordinatamente su circonferenze ed ellissi.
- Libro terzo: in esso l'autore espone un nuovo sistema di sua invenzione per determinare correttamente e con facilità gli ordini architettonici aggiustati al proprio Carattere. Inoltre, presenta varie tipologie edilizie, i materiali da costruzione, la prospettiva ed i relativi metodi sul come trovar l'ombra prospettica; infine, un breve trattato sull'arte araldica.

## Edizioni
- Bernardo Antonio Vittone, Istruzioni elementari Vol. I, Lugano, 1760.
- Bernardo Antonio Vittone, Istruzioni elementari Vol. II, Lugano, 1760.